# Ingrandes (Vienne)
Ingrandes è un comune francese di 1 898 abitanti situato nel dipartimento della Vienne nella regione della Nuova Aquitania.

## Società

### Evoluzione demografica
Abitanti censiti